# Dror Mishani

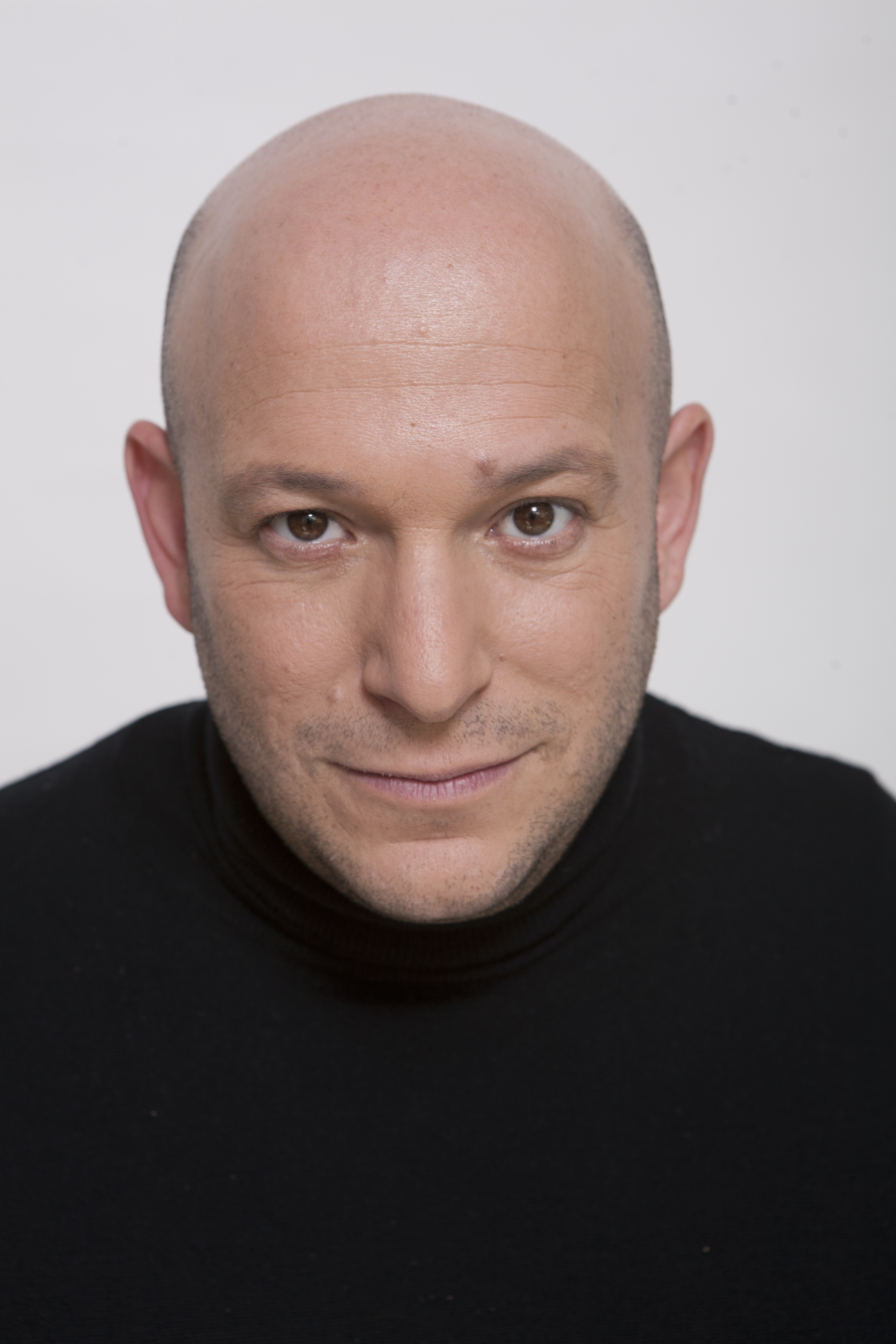
Dror Mishani

Dror A. Mishani (hebräisch דרור משעני; geboren 1975 in Cholon) ist ein israelischer Schriftsteller. Er ist Autor einer Reihe von Kriminalromanen um den Ermittler Avi Avraham.

## Leben
Dror Mishani lebt mit Frau und zwei Kindern in Tel Aviv. Er arbeitet als Übersetzer und Literaturdozent, der sich auf die Geschichte der Kriminalliteratur spezialisiert hat, und lehrt an der Universität Tel Aviv. Seine Magisterarbeit schrieb er über die Entwicklung der Mizrachim in der israelischen Literatur, einer Bevölkerungsgruppe, der er selbst entstammt. Seine Doktorarbeit blieb bislang unvollendet und wurde durch die Arbeiten an seinen ersten beiden Romanen unterbrochen.

## Werk
Die Reihe um den Ermittler Avi Avraham aus Cholon ist nach den Worten des Autors eine „literarische Krimi-Serie“. Er habe das Genre des Kriminalromans verwendet, aber versucht Literatur zu schreiben, die über das Verbrechen hinausgeht, und „über die Gesellschaft, über Sprache, über Literatur, über das Genre an sich“ berichtet. Dabei zieht er den Vergleich zur Maigret-Serie von Georges Simenon und möchte seinen Ermittler in einem Proust’schen Sinne durch sein ganzes Leben von der Jugend bis zur Rente begleiten. Neben Maigret wird der Ermittler aufgrund der Tristesse seines Privatlebens mit Henning Mankells Wallander verglichen. Tobias Gohlis hingegen vergleicht die „elegante, realitätstüchtige Kriminalliteratur, die ihre literarischen Bedingungen mitreflektiert“, mit Arne Dahl.
Zu Beginn des ersten Romans Vermisst stellt Avraham die Frage, warum es keine Kriminalromane aus Israel gebe. Mishani sieht, trotz der Ausnahmeerscheinung Batya Gur, die Kriminalliteratur nicht in der hebräischen Literatur verwurzelt, eine Tatsache, der er mit seinen Romanen Abhilfe verschaffen möchte. Seine Romanfigur hat zahlreiche, auch biografische Ähnlichkeiten mit ihrem Autor, die von der Beziehung zu Eltern und Frauen bis zur gemeinsamen Theorie reicht, dass alle literarischen Ermittler falschliegen und in jedem Kriminalroman auch eine andere Auflösung als die präsentierte denkbar ist. Der Debütroman erzielt laut Katharina Granzin seine „Spannung allein aus der Diskrepanz zwischen Schein und Sein“. Udo Feist urteilt: „Funken schlagende Spannung, die ohne Psychopathen und Zyniker auskommt.“ Der Roman gewann 2013 den Schwedischen Krimipreis für den besten ins Schwedische übersetzten Kriminalroman.
In einem Artikel für die Tageszeitung Haaretz kurz nach dem Terrorangriff der Hamas auf Israel 2023 riet Mishani, Israel solle „statt Gaza anzugreifen, eher den eigenen Schmerz verarbeiten und überlegen, wie sich die nächste Katastrophe verhindern ließe.“ Seine Befürchtungen in Bezug auf den Krieg in Israel und Gaza seit 2023 veröffentlichte er in seinem Tagebuch Fenster ohne Aussicht. Tagebuch aus Tel Aviv.

## Veröffentlichungen
- Tik Ne’edar (2011)
  - auf Deutsch: Vermisst. Aus dem Hebräischen von Markus Lemke. Paul Zsolnay Verlag, Wien 2013, ISBN 978-3-552-05645-9.
- Efsharut shel Alimut (2013)
  - auf Deutsch: Die Möglichkeit eines Verbrechens. Aus dem Hebräischen von Markus Lemke. Zsolnay, Wien 2015, ISBN 978-3-257-24687-2.
- Ha isch she raza lada’at (2015)
  - auf Deutsch: Die schwere Hand. Aus dem Hebräischen von Markus Lemke. Zsolnay, Wien 2018, ISBN 978-3-552-05884-2.
- Shalosh (2018)
  - auf Deutsch: Drei. Aus dem Hebräischen von Markus Lemke. Diogenes Verlag, Zürich 2019, ISBN 978-3-257-60986-8.[13]
- Emuna (2021)
  - auf Deutsch: Vertrauen. Aus dem Hebräischen von Markus Lemke. Diogenes Verlag, Zürich 2022, ISBN 978-3-257-07177-1.
  - auf Deutsch: Fenster ohne Aussicht. Tagebuch aus Tel Aviv. Aus dem Hebräischen von Markus Lemke. Diogenes Verlag, Zürich 2024, ISBN 978-3-257-07308-9.

## Hörbuch
- Drei. Gelesen von Franz Dinda, 8 Std. 19 Min. Diogenes, 2019